# 寺澤孝文
寺澤 孝文（てらさわ たかふみ、1964年 - ）は、日本の心理学者、教育者、博士（心理学）。岡山大学教授、兵庫教育大学大学院連合学校教育学研究科副研究科長などを務める。教育ビッグデータ研究とその社会実装の第一人者。

## 概要
専攻は心理学（特に教育心理学、実験心理学、認知心理学、教育工学、人工知能など）。
長野県高森町出身。
- 長野県飯田高等学校　卒業
- 1986年 - 信州大学教育学部中学校教員養成課程　卒業
- 1988年 - 鳴門教育大学大学院教育学研究科学校教育学専攻（修士課程）　修了
- 1992年 - 日本学術振興会特別研究員
- 1994年 - 筑波大学大学院心理学研究科心理学専攻（博士課程）　修了
- 1995年 - 同　助手
- 1997年 - 岡山大学教育学部　講師
- 2000年 - 同　助教授
- 2008年 - 同　教授[4]

兵庫教育大学大学院（兵庫県加東市）は、「連合学校教育学研究科」のため、実際は同大学院で講義・指導を行うのではなく、構成校（兵庫教育大学、上越教育大学、鳴門教育大学、岡山大学）の岡山大学（岡山県岡山市北区）で講義・指導にあたる。

## 活動
- 研究
  - 教育とビッグデータを融合させた新たな研究分野の第一者[6][7]。マイクロステップe-learning（マイクロステップ・スタディ）を開発。ビッグデータの新たな収集技術（スケジューリング技術）によって、子どもなどの教育を受ける側が主体的に学習を継続する意欲を確実に上げられる技術を開発。現在、産学官連携なども含め、国立大学や私立大学、高等学校、中学校、小学校などで技術の運用が行われている[8][9]。なお、この開発された技術は、任天堂DSで「THEマイクロステップ技術で覚える英単語」としてソフト化され販売。その効果が検証されている[10][11]。
  - 2018年度から内閣府の「戦略的イノベーション創造プログラム（SIP）」（第2期）の課題のひとつである「ビッグデータ・AIを活用したサイバー空間基盤技術」（実施期間：2018～2022年度）の研究開発責任者を務める[12]。
  - 2019年11月、「マイクロステップ・スタディ」の技術開発と社会実装の成果などの評価を得て、文部科学大臣賞を受賞[3]。受賞記念講演はYouTubeにて公開されている[13]。
- 学会
  - 日本心理学会
  - 日本教育心理学会
  - 日本認知科学会
  - 日本教育工学会
  - 日本教材学会
  - 日本テスト学会
  - 情報処理学会
  - 電子情報通信学会

など